# Bahr
För andra betydelser, se Bahr (olika betydelser).
Bahr är ett efternamn av tyskt ursprung. Den 31 december 2014 var 42 personer med efternamnet Bahr bosatta i Sverige.

## Personer med efternamnet Bahr
- Daniel Bahr (född 1976), tysk liberal politiker
- Egon Bahr (född 1922), tysk socialdemokratisk politiker
- Gunnar Bahr (född 1974), tysk seglare
- Hermann Bahr (1863–1934), österrikisk författare
- Johan Fredrik Bahr (1805–1875), svensk kemist
- Mats Bahr, artistnamn för Mats Olof Ottosson (1929–1994), svensk skådespelare